# الحرس (فلم)
الحرس (بالإنجليزية: The Guard) هو فيلم كوميدي بوليسي إيرلندي صدر عام 2011 من تأليف وإخراج جون مايكل ماكدونا، وبطولة بريندان جليسون ودون تشيدل ومارك سترونج.

## القصة
كشف شرطي أيرلندي مبتذل (بريندان جليسون) وعميل مكتب التحقيقات الفيدرالي الأمريكي (دون تشيدل) عن فساد الشرطة بين الرؤساء السابقين أثناء التحقيق مع عصابة لتهريب المخدرات.

## الممثلون
- برندان غليسون بدور الرقيب جيري بويل
- دون شيدل بدور وكيل مكتب التحقيقات الفيدرالي ويندل إيفريت
- مارك سترونج بدور ـ كلايف كورنيل
- ليام كونينغهام بدور فرانسيس شيهي سكيفينجتون
- فيونولا فلانجان بدور ايلين بويل
- ديفيد ويلموت بدور ليام أوليري
- سارة جرين بدور سيناد موليجان
- دارين هيلي بدور جيمي مودي
- روري كينان بدور جاردا إيدان ماكبرايد
- دومينيك مكلجت بدور أويف أوكارول
- ديرموت هيلي مزارع كبير السن
- بات شورت مثل كولم هينيسي
- لورنس كانلان كمصور شاب

## روابط خارجية
- مقالات تستعمل روابط فنية بلا صلة مع ويكي بيانات